# ایستگاه برق آبی فکریلی
ایستگاه برق آبی فکریلی (به لاتین: Fagerli Hydroelectric Power Station) یک نیروگاه برقابی در نروژ است که در فاوسکه واقع شده‌است.